# Léo Rousson
Pour les articles homonymes, voir Rousson.
Léo Rousson (1900-1968) est un résistant français.

## Biographie
Né le 23 janvier 1900 à Ners, issu d’une famille cévenole protestante, Léo Rousson devient instituteur au Mas-Dieu, sur la commune de Laval-Pradel, de 1922 à 1938. Avec son épouse Jeanne, également institutrice, il prend part au mouvement de rénovation pédagogique mis en branle par Célestin Freinet, et édite un journal à Alès. Tous deux créent aussi une Société du sou, et militent à la Ligue de l’enseignement. Il est muté à Alès en 1938, où il lance l’Enfance ouvrière au grand air. Il adhère au Parti communiste français sur l’invitation de Jules Monleau.
En 1940, il subit une sanction administrative, et est déplacé d’office à Rodilhan. Il continue toutefois de prendre part aux activités du PCF clandestin, puis commence d’animateur la Résistance communiste à Nîmes. Il cofonde au niveau départemental le Front national, et fait le lien entre mouvements nîmois et cévenols. Durant l’été 1943, il participe à l’implantation des premiers maquis de Basse-Lozère.
Selon Fabrice Sugier, il joue à la Libération un « rôle majeur », étant notamment chargé, de concert avec Gaston Massié, de la désignation des membres du comité départemental de libération, et de l’installation de plusieurs comités locaux. Il devient secrétaire du CDL. « Homme-clef » et « cheville ouvrière » de l’assemblée pour Pierre Mazier, il la représente aux états généraux de la Renaissance française à Avignon, en octobre 1944. Délégué au Comité départemental de confiscation des profits illicites, il est aux manettes de l’épuration économique. Militant pour que les forces issues de la résistance gardent une influence dans la « nouvelle France », il ne peut toutefois empêcher que le conseil général du Gard prenne le relais du CDL en octobre 1945, malgré ses interventions auprès du préfet.
Après la Libération, il est détaché auprès de la section nîmoise de la Fédération des œuvres laïques, dont il avait eu l’initiative. Il prend par ailleurs part aux activités de l’Association nationale des anciens combattants de la Résistance.
Il meurt le 1er juillet 1968 à Nîmes.